# Brasilianische Staatsbürgerschaft

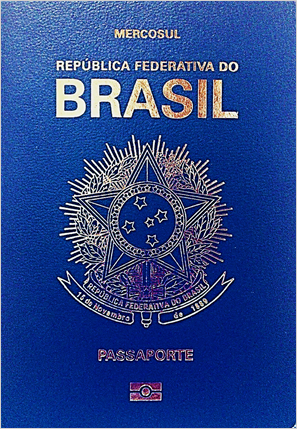
Brasilianischer Reisepass

Die brasilianische Staatsbürgerschaft (port.: Nacionalidade brasileira) ist im brasilianischen Verfassungsrecht, genauer im Artikel 12 der Bundesverfassung, verankert. Dies ist seit der ersten brasilianischen Verfassung von 1824 (Constituição brasileira de 1824) der Fall.
Auch andere lateinamerikanische Länder legen die Parameter zur Regelung der Staatsangehörigkeit in ihrer eigenen Verfassung fest. Anders wird dies bei den meisten europäischen Nationen gehandhabt, wo die Staatsangehörigkeitsregeln im Detail in Ad-hoc-Gesetzen und -Verordnungen geregelt sind.
Das Geburtsortsprinzip (ius soli) ist seither eine Konstante bei der Zuerkennung der brasilianischen Staatsangehörigkeit, da es das Grundprinzp dieser ist. Daneben ist das Abstammungsprinzip (ius sanguinis) ebenfalls in der Verfassung verankert, wodurch auch im Ausland geborene Kinder mit mindestens einem brasilianischen Elternteil die Staatsbürgerschaft erwerben können. Dazu unterscheidet die Verfassung zwischen „gebürtigen“ und „eingebürgerten“ Brasilianern.

## Erwerb durch Geburt (Nacionalidade originária)
Gemäß Artikel 12 I. der brasilianischen Verfassung von 1988 erwirbt jede in der Föderativen Republik Brasilien geborene Person die brasilianische Staatsangehörigkeit bei der Geburt (ius soli), mit einer einzigen Ausnahme für Kinder von Eltern, die im fremden Staatsdienst sind, z. B. ausländischen Diplomaten.
Nach Artikel 12 I. der Verfassung erwirbt eine Person, die außerhalb Brasiliens von einem brasilianischen Elternteil geboren wurde, ebenfalls durch Geburt die brasilianische Staatsangehörigkeit (ius sanguinis), unter der Voraussetzung, dass:
- der brasilianische Elternteil im brasilianischen Dienst ist,[5] oder
- die Person bei einer brasilianischen Auslandsvertretung[6] registriert ist, oder
- die Person später in Brasilien ihren Wohnsitz nimmt und sich nach Erreichen der Volljährigkeit[7] die brasilianische Staatsangehörigkeit beantragt.

Dieser letzte Punkt stellt die größte Abschwächung des Ius-Soli-Prinzips im brasilianischen Recht dar, da er zwei Hypothesen für den ursprünglichen Erwerb der brasilianischen Staatsangehörigkeit für Personen vorsieht, die im Ausland von einem brasilianischen Vater oder einer brasilianischen Mutter geboren wurden, die nicht im Dienst des Landes steht.
Zwischen 1994 und 2007 führte die Registrierung der Geburt in einer brasilianischen Auslandsvertretung nicht zum Erwerb der brasilianischen Staatsangehörigkeit. Viele Juristen hielten diesen Text für die praktische Anwendung für unklar, da der ursprüngliche Wortlaut der Verfassung von 1988 – bis 1994 – vorsah, dass die Registrierung bei einer konsularischen Vertretung die Staatsangehörigkeit an im Ausland geborene Brasilianer verleiht, ohne dass ein Wohnsitz/Optionsbinom (binômio residência/opção) erforderlich ist. Der neue Wortlaut vom September 2007 löste das Problem, indem er die Registrierung als Mittel zum Erwerb der brasilianischen Staatsangehörigkeit wieder einführte. Für Personen, die zwischen dem 7. Juni 1994 und der Verkündung der Verfassungsänderung (21. September 2007) geboren wurden, ist die Volljährigkeit aufgrund der Formulierung in Artikel 95 des Gesetzes über die verfassungsrechtlichen Übergangsbestimmungen jedoch nicht erforderlich.
Das Bestehen der brasilianischen Staatsangehörigkeit durch Geburt muss von einem Bundesrichter bestätigt werden, wie in den Artikeln 12, I, c und 109, X der Verfassung festgelegt und durch die Rechtsprechung bestätigt wurde. Ausländische Dokumente müssen ins Portugiesische übertragen und von der zuständigen konsularischen Vertretung beglaubigt werden. Es empfiehlt sich, die Geburt im zuständigen brasilianischen Berufskonsulat zu registrieren. Übertragungen der ausländischen Geburtsurkunden können bei jedem ersten Cartório eines Bundeslandes vorgenommen werden (Transcrição da Certidão de Nascimento).

## Erwerb durch Einbürgerung (Nacionalidade derivada)
Der Erwerb der brasilianischen Staatsangehörigkeit durch einen Ausländer mit Wohnsitz im Staatsgebiet, ist in Artikel 12 II. der brasilianischen Verfassung geregelt.
Personen, die aus portugiesischsprachigen Ländern stammen, können die brasilianische Staatsbürgerschaft durch Einbürgerung nach einem Jahr ununterbrochenen Aufenthalts in Brasilien erhalten, wenn sie moralisch integer sind.
Andere Ausländer können die brasilianische Staatsangehörigkeit beantragen, wenn sie die folgenden Kriterien erfüllen:
- 15 Jahre ununterbrochener Aufenthalt ohne strafrechtliche Verurteilung in Brasilien[12][13]

oder
- vier Jahre ununterbrochener Aufenthalt in Brasilien, die Fähigkeit zur Kommunikation auf Portugiesisch und keine strafrechtliche Verurteilung in Brasilien oder einem anderen Land, es sei denn, sie wurden rehabilitiert.[14][15]

Die Einbürgerung wird wirksam, sobald der Einbürgerungsakt im Amtsblatt (Diário Oficial) veröffentlicht wurde.

### Ermessensakt der Exekutive
Der Akt der Einbürgerung eines Ausländers gilt als Akt der staatlichen Souveränität und ist daher ein Ermessensakt der Exekutive. So sieht es auch das Supremo Tribunal Federal, der bereits entschieden hat, dass:

「não há inconstitucionalidade no preceito que atribui exclusivamente ao Poder Executivo a faculdade de conceder naturalização.」

„die Vorschrift, die die Befugnis zur Erteilung der Einbürgerung ausschließlich der Exekutive zuweist, nicht verfassungswidrig ist.“

In ähnlicher Weise erklärt der Richter des Obersten Bundesgerichts Celso de Mello, dass:

「a concessão da naturalização é faculdade exclusiva do Poder Executivo. A satisfação das condições, exigências e requisitos legais não assegura ao estrangeiro direito à naturalização. A outorga da nacionalidade brasileira secundária a um estrangeiro constitui manifestação da soberania nacional. A concessão da naturalização é uma faculdade discricionária do Poder Executivo federal. Não há direito público subjetivo à naturalização. O Brasil não pode ser compelido a concedê-la.」

„die Erteilung der Einbürgerung eine ausschließliche Befugnis der Exekutive ist. Die Erfüllung der gesetzlichen Bedingungen, Anforderungen und Auflagen garantiert dem Ausländer nicht das Recht auf Einbürgerung. Die Verleihung der sekundären brasilianischen Staatsangehörigkeit an einen Ausländer ist ein Ausdruck der nationalen Souveränität. Die Erteilung der Einbürgerung ist eine Ermessensentscheidung der föderalen Exekutive. Es gibt kein subjektives öffentliches Recht auf Einbürgerung. Brasilien kann nicht gezwungen werden, sie zu gewähren.“

## Status der Gleichstellung
Artikel 12 Absatz 1 der Bundesverfassung gewährt portugiesischen Staatsbürgern mit ständigem Wohnsitz in Brasilien und Brasilianern mit Wohnsitz in Portugal „die den Brasilianern innewohnenden Rechte“ („os direitos inerentes ao brasileiro“), wobei die verfassungsmäßigen Vorrechte der gebürtigen Brasilianer ausgeschlossen sind. Die Voraussetzungen für die Gewährung der Gleichstellung sind der gewöhnliche (ständige) Aufenthalt, die Volljährigkeit und ein Antrag an den Justizminister (Ministro da Justiça).
Portugiesische Staatsbürger können die Gleichbehandlung in Bezug auf die bürgerlichen Rechte beantragen; sie können auch beantragen, dass ihnen ähnliche politische Rechte wie Brasilianern gewährt werden (mit Ausnahme derjenigen, die ausschließlich gebürtigen Brasilianern zustehen). Im letzteren Fall ist ein ständiger Aufenthalt von mindestens fünf Jahren erforderlich.
Die Wahrnehmung politischer Rechte in Brasilien führt zur Aussetzung ihrer Ausübung in Portugal. Die Ausübung der brasilianischen Staatsbürgerschaft durch Brasilianer, die nicht die brasilianische Staatsangehörigkeit besitzen (in diesem Fall Portugiesen), ist eine seltene Ausnahme von dem Grundsatz, dass die Staatsangehörigkeit eine unabdingbare Voraussetzung für die Staatsbürgerschaft ist, die portugiesischen Staatsbürgern offensteht – solange die Brasilianer auf der Grundlage der Gegenseitigkeit behandelt werden – im Namen der historischen Beziehungen zwischen den beiden Ländern.
Das so genannte „Gleichstellungsstatut“ wird bilateral durch die Artikel 12 bis 22 des Vertrags über Freundschaft, Zusammenarbeit und Konsultation zwischen Brasilien und Portugal (Tratado de Amizade, Cooperação e Consulta entre Brasil e Portugal) geregelt, der am 22. April 2000 in Porto Seguro unterzeichnet wurde.

## Verlust der Staatsbürgerschaft
Artikel 12, § 4 der Bundesverfassung von 1988 sieht den Verlust der brasilianischen Staatsangehörigkeit in zwei Fällen vor:
- wenn die Einbürgerung aufgrund von Betrug im Zusammenhang mit dem Einbürgerungsverfahren oder eines Angriffs auf die verfassungsmäßige Ordnung und den demokratischen Staat durch eine gerichtliche Entscheidung aufgehoben wird; und
- wenn der betroffene Brasilianer bei einer zuständigen brasilianischen Behörde ausdrücklich den Verlust seiner brasilianischen Staatsangehörigkeit beantragt, sofern der Verlust nicht zur Staatenlosigkeit führt.

Gemäß § 5 desselben Artikels können Personen, die auf ihre brasilianische Staatsangehörigkeit verzichtet haben, nachdem sie ausdrücklich den Verlust der Staatsangehörigkeit beantragt haben, ihre ursprüngliche brasilianische Staatsangehörigkeit gemäß den Bestimmungen des Gesetzes wiedererlangen.
Der Verfassungszusatz 131 vom 3. Oktober 2023 änderte Punkt I von Artikel 12, Absatz 4 der Verfassung, der den Verlust der brasilianischen Staatsangehörigkeit durch gerichtliche Entscheidung aufgrund von Handlungen, die dem nationalen Interesse schaden, vorsah, so dass der Verlust der Staatsangehörigkeit durch gerichtliche Entscheidung nur in Fällen von Betrug im Zusammenhang mit dem Einbürgerungsverfahren oder einem Angriff auf die verfassungsmäßige Ordnung und den demokratischen Staat zulässig ist, und änderte Punkt II desselben Absatzes, um den Verlust der brasilianischen Staatsangehörigkeit nach dem Erwerb einer anderen Staatsangehörigkeit abzuschaffen, der nur in Fällen der Anerkennung der ursprünglichen Staatsangehörigkeit und der Auferlegung der Einbürgerung eines in einem fremden Staat ansässigen Brasilianers als Bedingung für den Aufenthalt im fremden Hoheitsgebiet oder für die Ausübung der Bürgerrechte vorgesehen war.